# Vegas Pro
VEGAS Pro是一款非线性编辑软件，現在由Magix開發及推出。最初由Sonic Foundry开发，2003年至2016年間由索尼旗下子公司Sony Creative Software负责开发维护工作。最早的版本是作为音频编辑软件而开发销售的，从2.0开始转型为非线性编辑软件。其特点有：无限制复合轨道视频、音频合成；支持不同分辨率视频素材在同一工程内编辑；集成特效与轨道合成工具；支持24-bit/192 kHz音频文件；DirectX和VST特效插件支持；10版开始支持OFX特效插件；11版开始支持GPU硬件加速，并放弃对Windows XP的支持；12版开始仅支持64bit操作系统。
2016年5月24日，Sony 宣布 Vegas Pro 連同絕大部分 Creative Software 產品將會出售予MAGIX。MAGIX會接手這些產品的開發和支援。